# Namea cucurbita
Espèce
Namea cucurbita est une espèce d'araignées mygalomorphes de la famille des Anamidae.

## Distribution
Cette espèce est endémique du Queensland en Australie. Elle se rencontre vers Widgee.

## Description
La carapace du mâle holotype mesure 9,13 mm de long sur 6,38 mm et l'abdomen 7,31 mm de long sur 4,88 mm.

## Publication originale
- Raven, 1984 : A new diplurid genus from eastern Australia and a related Aname species (Diplurinae: Dipluridae: Araneae). Australian Journal of Zoology Supplementary Series, no 96, p. 1-51.